# 森保まどか
森保 まどか（もりやす まどか、1997年〈平成9年〉7月26日 - ）は、日本のタレント、ピアニスト、元アイドルである。女性アイドルグループ・HKT48の元メンバーである。
長崎県長崎市出身。Aster所属。

## 略歴
2011年7月10日、HKT48の1期生オーディションに合格、10月23日に西武ドームで開催された『「フライングゲット」発売記念全国握手会イベント「AKB48祭り powerd by AKB48 ネ申テレビ」』で、他のHKT48メンバーと一緒にお披露目され、11月26日のHKT48劇場杮落とし公演で劇場デビューした。
2012年3月4日、HKT48チームHが結成され、正規メンバー16名の一人に選ばれた。
2014年1月11日、HKT48九州コンサートツアー『九州7県ツアー〜可愛い子には旅をさせよ〜』の初日夜公演（iichikoグランシアタ、大分県大分市）アンコール出演時に、HKT48の「クラス替え」（チーム再編成）が発表され、森保を含むチームHメンバー8名が2014年春に新設されるチームKIVに異動となることとなった。同年5月23日、出身地である長崎市から、同月末に放送される『AKB観光大使』（フジテレビONE）で同市をPRしたことをきっかけに同市の観光大使に任命された。同年5月から6月にかけて実施された『AKB48 37thシングル選抜総選挙』では25位で、アンダーガールズに選出された。同年11月26日発売のAKB48の38枚目のシングル「希望的リフレイン」の選抜メンバーに選出され、AKB48名義では初選抜となった。
2015年1月より、地元・長崎県の「長崎角煮まんじゅう」で知られる岩崎本舗（岩崎食品）のCMに単独出演。同年5月から6月にかけて実施された『AKB48 41stシングル選抜総選挙』では43位で、ネクストガールズに選出された。同年9月30日、ファースト写真集『森のモノローグ』を発売。同年11月26日、『HKT48劇場4周年記念特別公演』において、ピアノのソロアルバムをリリースすることが発表された。
2016年5月から6月にかけて実施された『AKB48 45thシングル選抜総選挙』では50位で、フューチャーガールズに選出された。
2017年5月から6月にかけて実施された『AKB48 49thシングル選抜総選挙』では31位で、アンダーガールズに選出された。
2020年1月29日、松任谷正隆総合プロデュースによるソロピアノアルバム『私の中の私』を発売。
2021年3月6日、HKT48劇場にて行われた「博多なないろ」公演で卒業を発表した。同年5月29日、北九州ソレイユホールにて開催された自身の卒業コンサート「HKT48コンサート みんな元気にしとった? 〜森保まどか 卒業式〜」の公演をもって卒業。同年9月1日、自身のSNS（Instagram）で、Aster事務所に所属することを発表。同年12月5日、福岡市内で行ったファンイベント「conne，muddler」内で公式ファンクラブ「club Muddler」の開設を発表した。
2021年10月30日、クレイユーキーズにゲストキーボードとして参加。「OCEANS」に改名後もキーボードとして参加している。
2022年12月10日から16日にかけて上演された舞台『くちびるに歌を』で主人公の柏木ユリ役を演じ、舞台初主演を務めた。

## 人物
愛称は「まどか」。HKT48のメンバーや、村山彩希などAKB48グループのメンバーからは「まーちゃん」と呼ばれることもある。指原莉乃は、HKT48への移籍直後「森保」を「もりやす」と読めず「もりぽ」と呼び、以降もその呼び方を使用しているほか、宮脇咲良も同様の呼び方をしている。
幼稚園の年長組の時に「友達の間で流行していた」ことから、自ら母に願い出たことがきっかけで、「コンクール入賞を目指すような本格的なピアノ教室」に通い始めてから、その後8年間習っており、母の指導の下（母はピアノ経験がない）、2010年には「第14回PIARAピアノコンクール全国大会」ジュニアC部門でアポロ奨励賞（ベスト8相当）受賞、「第1回ヨーロッパ国際ピアノコンクール・イン・ジャパン」全国大会自由曲部門中学生の部では9位入賞するなどの実績がある。2014年1月4日に放送された『芸能界特技王決定戦 TEPPEN』（フジテレビ）に出演、Superflyの『愛をこめて花束を』を演奏した後、Google+で同番組出演をきっかけに再びピアノ教室に通うことを公表した。
絶対音感を持っている。幼少期からピアノのレッスンを集中して受けていた影響もあり、運動が苦手で、本人いわく「50メートル走10秒台で、逆上がりができ（な）くて、自転車こぐのも苦手で泳げない」とのこと。
バンド好き。中学生の頃にBUMP OF CHICKENに出会い、バンドにハマった。好きなバンドはスピッツ、KANA-BOON、UNISON SQUARE GARDEN。2021年10月～レギュラー出演している『Lunch Time SHOW Windows feat. 森保まどか』（FM FUKUOKA）では、毎回おすすめのバンドを1組紹介している。
『名探偵コナン』のファンであり、アニメ版の声優をやってみたいという夢を持っている。好きなエピソードは「ハウステンボスの花嫁」で、劇場版はほぼ全作見たほか、毎週録画して番組を見ており、江戸川コナンモデルの靴や靴下、腕時計型麻酔銃、公式少年探偵団バッジ、「名探偵コナン新聞」など、大量のグッズも所有している。ただし、一番好きなキャラクターは服部平次。先述の『名探偵コナン』ファンとなったのも、もともとミステリや推理小説が好きだったことが影響したとのこと。
食事に関しては、太りやすい体質ではないため「我慢するよりはいいかなって」「自由に食べてる」とのこと。
HKT48卒業後、サウナにはまり「サウナ・スパ健康アドバイザー」の資格を取得。ハマったきっかけは福岡の先輩のタレントに女性専用のサウナに連れて行ってもらい、サウナ後のビールとご飯がとにかく美味しかったからとのこと。好きなサウナ室後の流れは、（サウナ室後）水風呂に入ったすぐ後に（外気浴をせず）温かいお風呂に入るという楽しみ方。また、好きな水風呂の温度は14度。シングル（10度以下）の水風呂も入れるとのこと。サウナ好きが高じて、2021年11月から12月にかけて開催されたファンイベント「conne' muddler」ではオリジナルサウナハットを販売した。

### HKT48
オーディションには父親が応募した。自身のファンのことを「まどらー（マドラー）」と呼んでおり、2014年に発売された自身がデザインした生誕記念Tシャツに「NO MUDDLER NO LIFE」と記載した。
37thシングル選抜総選挙で25位に入った際のスピーチで「きょうがHKTに入って一番うれしい日です!!」と発言したが、このコメントは、1992年バルセロナオリンピックで金メダルを獲得した岩崎恭子の「今まで生きてきたなかで一番幸せです」という発言を意識したものだった。
「博多のクールビューティー」などと呼ばれることもあり、本人いわく「真顔が怖い」ため「第一印象で『冷たそう』とか『イジワルそう』って勘違いされる」こともある。一方、メンバーから「楽屋芸人」と呼ばれる一面もあり、また同期生からは「聞き上手」と思われているため、悩み事の相談をよくされる反面、自らはなかなか相談できない。
松岡菜摘とのコンビは「なつまど」と称され、HKT48の「2大美少女ペア」と評されていた。
初代チームH以来のチームメイトである同い年の熊沢世莉奈を特に溺愛しており、生誕祭の司会を自ら買って出たり、SNS上や会うたびに「かわいい」と言ってスキンシップを図っていた。しかし森保の行動は時に常軌を逸することもあり、HKT48在籍時2人と仲が良かった若田部遥はスキンシップの様子をGoogle+に投稿して森保を「気持ち悪い」と評したことがあった。旧劇場がオープン4周年を迎えた際にはその関連イベントとして『熊沢を愛でる会』をプロデュースし会長に就任。
HKT48メンバー全員の投票による「推しメンランキング」で、メンバー6人から得票し、メンバー全47人中1位となった。

## 参加曲

### シングル
HKT48名義
- スキ!スキ!スキップ!（2013年3月20日） - EAN 4988005747150。
- お願いヴァレンティヌ（2013年3月20日） - EAN 4988005747150。
- 今がイチバン（2013年3月20日）うまくち姫名義 - EAN 4988005747167。
- メロンジュース（2013年9月4日） - EAN 4988005779595。
- 泥のメトロノーム（2013年9月4日）うまくち姫名義 - EAN 4988005779601。
- 桜、みんなで食べた（2014年3月12日） - EAN 4988005814586。
- 君はどうして?（2014年3月12日） - EAN 4988005814586。
- 昔の彼氏のお兄ちゃんとつき合うということ（2014年3月12日）Team KIV名義 - EAN 4988005814593。
- 君のことが好きやけん（2014年3月12日） - EAN 4988005814616。
- 控えめI love you !（2014年9月24日） - EAN 4988005837837。
- 今 君を想う（2014年9月24日） - EAN 4988005837837。
- 夏の前（2014年9月24日）Team KIV名義 - EAN 4988005837844。
- 12秒（2015年4月22日） - EAN 4988005877222。
- ロックだよ、人生は…（2015年4月22日） - EAN 4988005877222。
- ハワイヘ行こう（2015年4月22日）Team KIV名義 - EAN 4988005877246。
- しぇからしか!（2015年11月25日）HKT48 feat.氣志團名義 - EAN 4988031129203。
- 黄昏のタンデム（2015年11月25日） - EAN 4988031129203。
- 夢見るチームKIV（2015年11月25日）Team KIV名義 - EAN 4988031129210。
- 恋の指先（2015年11月25日） - EAN 4988031129234。
- 74億分の1の君へ（2016年4月13日） - EAN 4988031148914。
- Chain of love（2016年4月13日） - EAN 4988031148914。
- 最高かよ（2016年9月7日） - EAN 4988031177365。
- 夢ひとつ（2016年9月7日）穴井千尋と仲間たち名義 - EAN 4988031177365。
- Go Bananas!（2016年9月7日）HKT48 Team KIV名義 - EAN 4988031177389。
- 必然的恋人（2017年2月15日） - EAN 4988031207314。
- HKT48ファミリー（2017年2月15日） - EAN 4988031207406。
- キスは待つしかないのでしょうか?（2017年8月2日） - EAN 4988031235386。
- 早送りカレンダー（2018年5月2日）
- 季節のせいにしたくはない（2018年5月2日）
- 意志（2019年4月10日）
- 誰より手を振ろう（2019年4月10日）
- いつだってそばにいる（2019年4月10日）
- 3-2（2020年4月22日）
- キスの花びら（2020年4月22日）Chou名義
- 青春の出口（2020年4月22日）
- 君とどこかへ行きたい（2021年5月12日）
- この道（2021年5月12日）

AKB48名義
- あの日の風鈴（2012年8月29日）ウェイティングガールズ名義 - EAN 4988003426774。
- 初恋バタフライ（2012年12月5日）HKT48名義 - EAN 4988003429744。
- バラの果実（2013年5月22日）アンダーガールズ名義 - EAN 4988003438623。
- ウインクは3回（2013年12月11日）HKT48名義 - EAN 4988003445201。
- 君の嘘を知っていた（2014年2月26日）Beauty Giraffes名義 - EAN 4988003450113。
- 誰かが投げたボール（2014年8月27日）アンダーガールズ名義 - EAN 4988003454470。
- 希望的リフレイン（2014年11月26日） - EAN 4988003460815。
- 大人列車（2015年3月4日）HKT48名義 - EAN 4988003465988。
- 水の中の伝導率（2015年8月26日）ネクストガールズ名義  - EAN 4988003473075。
- Make noise（2016年3月9日）HKT48名義 - EAN 4988003484637。
- 岸が見える海から（2016年8月31日）フューチャーガールズ名義 - EAN 4988003491475。
- 止まらない観覧車（2017年3月15日）HKT48名義 - EAN 4988003500689。
- あの頃の五百円玉（2017年5月31日） - EAN 4988003504519。
- だらしない愛し方（2017年8月30日）アンダーガールズ名義 - EAN 4988003508821。
- それでも彼女は（2018年11月28日）大人選抜2018名義

### アルバム
HKT48名義
- 092（2017年12月27日）
  - 人差し指の銃弾（2017年12月27日）
  - パッションフルーツの秘密（2017年12月27日）

AKB48名義
- 1830m（2012年8月15日）
  - 青空よ 寂しくないか?（2012年8月15日） - EAN 4988003426767。
- ここがロドスだ、ここで跳べ!（2015年1月21日）
  - ここがロドスだ、ここで跳べ!（2015年1月21日） - EAN 4988003463205。
- サムネイル（2017年1月25日）
  - 誰が私を泣かせた?（2017年1月25日） - EAN 4988003500177。

### 劇場公演ユニット曲
チームH 1st Stage「手をつなぎながら」
- 雨のピアニスト
- この胸のバーコード（チームH発足前）

チームH 「博多レジェンド」公演
- てもでもの涙（2013年10月30日まで）
- 遠距離ポスター
- 禁じられた2人（2013年11月7日以降）
- ガラスの I LOVE YOU（兒玉遥のアンダー）
- 制服レジスタンス（指原莉乃のアンダー）

ひまわり組「パジャマドライブ」公演
- てもでもの涙

チームKIV 1st Stage「シアターの女神」
- 夜風の仕業
- キャンディー（宮脇咲良のアンダー）
- 初恋よ こんにちは（朝長美桜のアンダー）

チームKIV 2nd Stage「最終ベルが鳴る」
- リターンマッチ

## 作品

### アルバム
- 私の中の私（2020年1月29日）オリコンの週間アルバムチャート7位

## 出演

### テレビドラマ
- マジすか学園0 木更津乱闘編（2015年11月29日、日本テレビ）[63][注 1] - カクニ 役[64]
- 勇者ヨシヒコと導かれし七人 第9話（2016年12月3日、テレビ東京） - ルージュのメンバー 役
- 部長と社畜の恋はもどかしい（2022年1月6日 - 3月24日、テレビ東京） - 木村恵 役[65]
- トピックメーカー「コンカフェ好きピ!」（2022年5月19日 - 、千葉テレビ）[66]

### テレビ番組
- 芸能界特技王決定戦 TEPPEN（2014年1月4日[67]・2015年1月4日[68]・10月30日・2017年9月22日、フジテレビ）
- ALL! V・ファーレン〜長崎総V・ファーレン化実行委員会〜（2017年9月30日 - 10月28日、長崎国際テレビ[注 2]） - 企画リポーター・応援企画実行委員[69]
- タイムカプセル 未来の私へ#7前編（2023年9月15日～、TOKAIケーブルネットワーク他＊YouTube「ヤマハJOCチャンネル」公開）
- タイムカプセル 未来の私へ#8後編（2023年9月29日～、TOKAIケーブルネットワーク他＊YouTube「ヤマハJOCチャンネル」公開）
- 奏デンジャーIII（2024年2月9日～3月29日、TOKAIケーブルネットワーク他＊YouTube「ヤマハJOCチャンネル」公開）
- タイムカプセル 未来の私へ#9（2024年9月6日～、TOKAIケーブルネットワーク他＊YouTube「ヤマハJOCチャンネル」公開
- 奏デンジャーIV（2025年2月7日～3月28日、TOKAIケーブルネットワーク他＊YouTube「ヤマハJOCチャンネル」公開）

### 舞台
- HKT48指原莉乃座長公演（2015年4月8日 - 23日、明治座 / 8月15日 - 31日、博多座） - お玉 役[70]
- リーディングシアター「恋工場」（2016年9月20日、ベルサール渋谷ガーデン Cホール）[71]
- 舞台「くちびるに歌を」（2022年12月10日 - 16日、かめありリリオホール） - 主演・柏木ユリ 役[72][73]
- 爆走おとな小学生 朗読劇「マッチングアプリ:アップルボム(仮)」（2023年7月26日 - 30日、シアターサンモール） - 主演・キャサリン 役[74]
- 爆走おとな小学生 朗読劇「シアター」3章（2023年9月20日 - 24日、シアターグリーン BOX in BOX THEATER） - 主役・樋口もな 役[75]
- 博多座25周年記念作品「新生!熱血ブラバン少女。」（2024年4月6日 - 21日、博多座 / 4月26日 - 28日、新歌舞伎座） - 手塚杏 役[76][77]
- 劇団TEAM-ODAC 第44回本公演「ぶっ壊したい世界」（2024年10月2日 - 6日、俳優座劇場） - 鎌足香苗 役[78]
- 舞台「9 R.I.P.」（2025年3月12日 - 16日、こくみん共済 coop ホール/スペース・ゼロ） - 飛騨咲耶果 役[79]

### ラジオ
- HKT48のベイビィ〜★ラジオ(仮)（2012年8月23日 - 2013年3月28日、FM福岡） - パーソナリティー
- HKT48 渡辺通り1丁目FMまどか 〜まどかのまどから〜（2013年4月1日 - 2021年5月27日、FM福岡）
- Lunch Time SHOW Windows feat.森保まどか（2021年10月1日 - 2023年3月31日、FM福岡）[80]

### ネット配信
- マジすか学園0 木更津乱闘編（2015年11月24日、Hulu）[注 1] - カクニ 役[64]
- AKBホラーナイト アドレナリンの夜 第20話「彼氏の実家」（2015年12月10日、ビデオパス・テレ朝動画） - 主演・菜々子 役[81]
- 介護の仕事を選んでほしいわけじゃない（2021年10月29日、長崎県庁 YouTube） - 主演・山口ゆい 役[82]
- TIME TRAVELER -HALLOWEEN NIGHT from Chiyogasaki Hodai Ato-（2021年10月30日、Seventeen・KureiYuki's・横須賀市 公式YouTube）[83]

### CM・広告
- 読売新聞西部本社（2013年2月2日 - ）[84]
- 岩崎本舗 長崎角煮まんじゅう（2015年1月2日 - 、岩崎食品）[13]
- ユニクロ「サマーパンツ TANPAN!」篇（2015年6月1日 - ）[85]
- ジャパネットコミュニケーションズ「新しいJCはじまる」篇 森保まどかVer.（2017年9月4日 - ） - 福岡エリア[86]
- 福岡三越 開店20周年記念アニバーサリーフェスタ（2017年9月 - 、岩田屋三越）[87]
- 長崎いちご PR大使（2022年2月 - 、JA県いちご部会・JA全農ながさき）[88]

### イベント
- シュガーロード × 長崎ランタンフェスティバル in博多駅（2015年2月6日、博多駅 博多口駅前広場 大屋根イベントスペース）[89]
- 2015 長崎ランタンフェスティバル 皇帝パレード（2015年2月28日、長崎市） - 皇后役として参加[90]
- 福岡三越 開業20周年記念セレモニー（2017年9月26日、ライオン広場） - ゲスト[91]
- 東京ガールズコレクション
  - TGC KITAKYUSHU 2018 by TOKYO GIRLS COLLECTION（2018年10月6日、西日本総合展示場）[92]
  - TGC KITAKYUSHU 2019 by TOKYO GIRLS COLLECTION（2019年10月5日、西日本総合展示場）[93]
- 長崎銀行 創業110周年記念音楽祭（2022年11月12日、長崎新聞文化ホール） - ピアニスト[94]

## 書籍

### 写真集
- 森のモノローグ（2015年9月30日、集英社）ISBN 978-4087807691[15][16]
- スコア（2021年5月26日、KADOKAWA）ISBN 978-4046052513
- Lotus（2022年3月15日、KADOKAWA）ISBN 978-4046055613

### 電子書籍
- Beautiful monologue（2022年4月11日、集英社）